# 印花拉力賽
印花拉力賽（日语：スタンプラリー，此為和製英語stamp rally）是指在鐵路車站、道之驛、市區、旅遊景點、博物館、動物園或購物中心等場所內，圍繞特定主題收集印章的活動。部分活動會根據收集到的印章數量，提供獎品等優惠。
此活動的策劃者除了有在廣闊區域擁有多間分店的連鎖店、鐵路公司、旅行社等，地方城市的觀光協會等機構亦經常舉辦。此外，亦有不少人並非參與特定活動，純粹出於個人興趣，在途經各處時隨意將遇到的各類印章蓋在自備的筆記簿上。此活動的根源可追溯至巡遊全國或特定地區、或如朝聖地等特定主題的寺廟神社，收集御朱印的信仰行為。

## 主要印花拉力賽
日本鐵路公司、大型私營鐵路公司、地下鐵營運商及巴士公司，常於春假、暑假、寒假期間舉辦印花拉力賽。活動內容多樣，當中亦有不少與動畫、特攝、電子遊戲等合作，例如長期舉辦的「寵物小精靈印花拉力賽」。亦有如道之驛般全年舉行的活動。

### 寵物小精靈印花拉力賽

#### JR東日本寵物小精靈印花拉力賽
東日本旅客鐵道（JR東日本）自1997年起，每年配合中小學生的暑假期間，於首都圈的主要車站設置動畫《寵物小精靈》登場角色的印章（部分年份因特殊情況調整或停辦）。
活動初期於東京都區內或山手線內舉行，後來範圍逐漸擴大至「悠閒假日周遊券」的適用區域，印章設置車站數目亦有所增減，部分年份更於東京單軌電車車站設點。參加方式由早期的事前報名制，演變為自由參加制，參加者需自行準備車票。為配合活動，曾發售附有站內圖的「寵物小精靈時刻表」，亦有印花冊派發或販售。獎品換領方式及地點亦隨年代有所調整。
部分年份的印章設計會有巧思，例如單雙日或前後期款式不同、隱藏版印章、或一款印章繪有兩款寵物小精靈等。除了角色印章，亦曾設置登場人物印章。為配合活動，山手線等路線曾運行車身及車廂內外均佈滿寵物小精靈元素的「寵物小精靈列車」。此活動亦曾於仙台周邊地區舉辦。

#### 其他營運商舉辦的寵物小精靈印花拉力賽
除了JR東日本，JR西日本、名古屋鐵道、Osaka Metro（及其前身大阪市營地下鐵）、JR北海道、JR九州、札幌市營地下鐵等鐵路公司，乃至7-Eleven便利店及NEXCO中日本的高速公路服務區，都曾舉辦過寵物小精靈主題的印花拉力賽。

### 旅行團形式的活動
JR西日本亦有將印花拉力賽與旅遊產品結合的形式，印章地點遍佈特定旅遊景點而非車站。現時多與《名偵探柯南》合作，過去亦曾與《火影忍者》等作品合作。

### 西武鐵道印花拉力賽
西武鐵道因沿線有眾多動畫製作公司，經常與動畫及特攝作品合作舉辦印花拉力賽。例如2014年與當時人氣急升的《妖怪手錶》合作，便取得了極大成功，導致獎品供不應求。其他合作作品還包括《光之美少女》系列、《LoveLive!》系列及《多啦A夢》等。

### 其他特色鐵路印花拉力賽
相模鐵道曾舉辦全線車站印花拉力賽，其特色為每個車站印章圖案均不相同，主題包括歷代列車、動物園動物或在地吉祥物等。

### 道之驛印花拉力賽
日本全國的道之驛會按地區（國土交通省地方整備局的管轄區域）舉辦印花拉力賽，鼓勵遊客到訪。

## 類似印花拉力賽的興趣
以下列舉一些並非以印花拉力賽形式策劃，但透過使用廣泛分佈的金融機構、連鎖店、政府部門等服務，收集使用證明作為紀念的興趣。

### 旅行儲蓄及金融機構印記收集
於各地的郵政局進行儲蓄交易並蓋上郵政局印章的「旅行儲蓄」是此類興趣的典型。類似地，亦有人專門到訪不同銀行分行（如舊朝日銀行，俗稱「Resona巡遊」）存款，以收集存摺上印有的分行名稱或代號。部分地方銀行如陸奧銀行亦有類似做法。然而，部分銀行在系統更新後可能取消此類印記功能。

### 連鎖店巡遊
巡遊大型連鎖店亦是一種常見的收集興趣。例如到訪Mister Donut收集附有分店名稱的卡片或收據；巡遊Lawson或7-Eleven等便利店，並透過其應用程式或特定信用卡月結單記錄到訪分店；或是到訪CoCo壹番屋收集附有分店印章的問卷或新店開張紀念品。

### 政府文件及出入境印章收集
有人會到訪全國各市町村役所（政府辦公室）申請自己的住民票（類似戶籍謄本），以收集不同地方政府獨特設計的住民票用紙及公印，此行為亦與住民基本台帳網絡的便利性有關。另外，在護照上收集各國的出入境印章也是一種隱蔽但普遍的愛好。

### 實體紀念品收集
在著名旅遊景點購買紀念獎牌並刻上名字日期，或是在遊戲機中心遊玩特定遊戲（如《beatmania IIDX》）以記錄到訪店舖（俗稱「行腳」），以及收集如水壩卡、渠蓋卡等官方發行的在地卡片，均屬於此類收集興趣。

## 外部連結
- STATION STAMP（車站印章.com）
- 紀念獎牌的茶平工業
- 寵物小精靈印花拉力賽Sta.
- 一般社團法人日本印花拉力賽協會